# Dumbarton Football Stadium
Le Dumbarton Football Stadium (pour des raisons de naming le stade s'est d'abord appelé Strathclyde Homes Stadium et maintenant  The Cheaper Insurance Direct Stadium) est un stade écossais de football de 2 050 places assises ayant depuis 2000 le Dumbarton FC comme équipe résidente.

## Histoire
Construit en 2000, le match inaugural a lieu le 2 décembre 2000 avec la réception d'Elgin City (victoire 3-0 de Dumbarton), et remplace depuis cette date l'ancien stade du club, le Boghead Park. Le site sur lequel il a été construit était auparavant une usine de construction navale possédée par William Denny and Brothers.
Les supporteurs le surnomment The Rock (Le Rocher) à cause de la présence de l'imposante masse du château de Dumbarton, situé sur un promontoire rocheux.
Tout comme le Bayview Stadium de Methil construit à la même période, des possibilités d'augmentation du nombre de places ont été prévues à la fois de manière temporaire pour des grosses affiches ponctuelles ou de manière pérenne en cas de promotion du club dans les divisions supérieures.
L'équipe d'Écosse utilise régulièrement ce stade comme terrain d'entraînement et de stage d'avant match.

## Affluence
Le record d'affluence a été établi le 27 avril 2012 pour un match de Division Three entre Dumbarton et Queen's Park avec 1 959 spectateurs.
Les moyennes de spectateurs pour les précédentes saisons sont :
- 2014-2015: 1 072 (Championship League)
- 2013-2014: 938 (Championship League)
- 2012-2013: 657 (Division Two)

## Transport
La gare la plus proche est la gare de Dumbarton Est (en), située à 5/10 minutes à pied. Le stade est rapidement accessible depuis l'A814.